# Desintegração do antigo Estado Rus

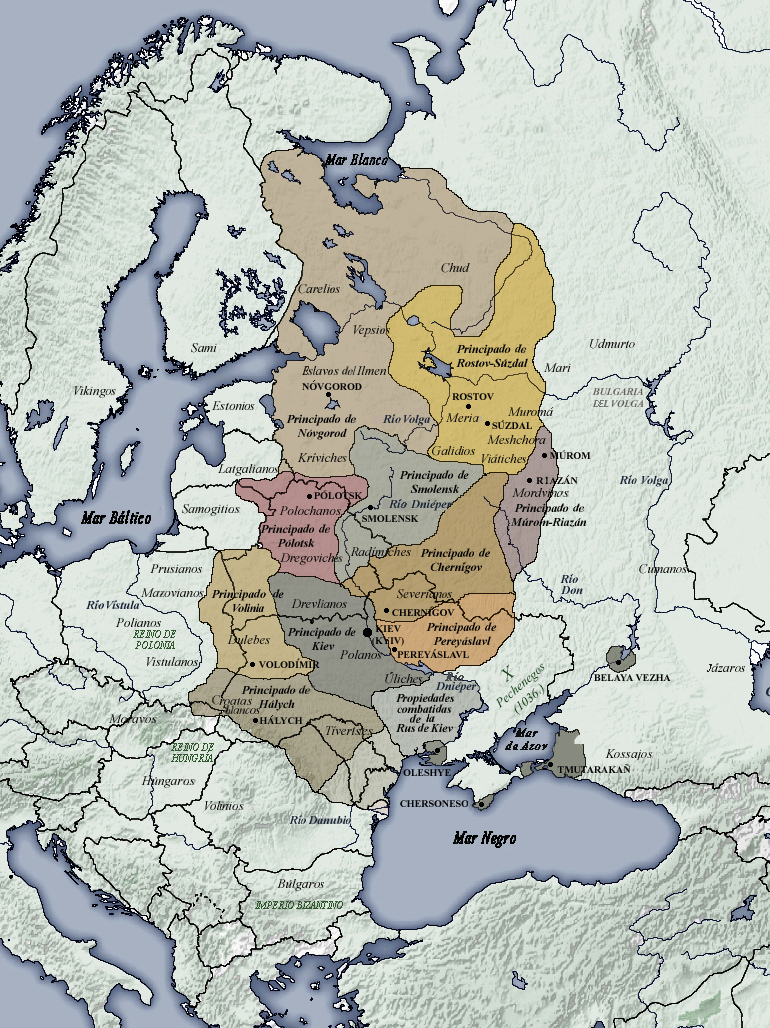
Principados da Rus' de Kiev (1054-1132)

A desintegração do antigo Estado Rus foi o processo de fragmentação política da Rússia de Kiev, que em meados do século XII foi dividida em principados independentes. Formalmente, existiu até a invasão mongol (1237-1241), e Kiev continuou a ser considerada a principal cidade.
A era dos séculos XII-XVI é geralmente chamada de período dos apanágios ou (como a historiografia marxista soviética designa) fragmentação feudal. O marco da desintegração é considerado 1132 – o ano da morte do último poderoso príncipe de Kiev, Mistislau, o Grande. O próximo estágio de desintegração foi a liquidação da instituição das "comunhões na terra russa" como resultado da invasão mongol: a cessação da luta por Kiev e pelos volosts de Kiev, a posse coletiva e a proteção da Terra de Kiev pelos príncipes de vários ramos dos Rurikoviches. Sua conclusão final ocorre na segunda metade do século XIII, quando a estrutura anterior de quase todo o território da antiga Rus mudou seriamente, o poder da Lituânia e da Polônia começou a se espalhar para a parte ocidental e, assim, perderam sua unidade dinástica.
O resultado da desintegração foi o surgimento de novas formações políticas no local da Rússia de Kiev, uma consequência distante - a formação de povos modernos: bielorrussos, russos e ucranianos.